# Уходящее солнце
«Уходящее солнце» — третий студийный альбом группы «Оргия Праведников». Был записан и сведён на студии IntroStudio в Санкт-Петербурге зимой 2006-2007 года. Звукорежиссёр — Вадим «Десс» Сергеев.
Впервые в истории группы запись диска проходила не в Москве, впервые в звуке группы появился синтезатор, впервые продюсером звукозаписи выступил гитарист группы Алексей Бурков. Сами музыканты считают этот альбом первой записью, на которой им удалось полностью достичь того звука, каким они хотели его видеть. Презентация альбома прошла 1 апреля в Москве и 15-го — в Санкт-Петербурге. Альбом был очень хорошо принят как критиками, так и публикой.

## Список композиций
1. «Уходящее солнце» (Инструментальная) — 3:42
2. «Офис» — 3:33
3. «Хуанхэ. Дождь над Великой Рекой» — 6:57
4. «Станция Мёртвых Сердец» — 5:11
5. «Das Boot» — 7:25
6. «Млечный путь» — 6:03
7. «Сицилийский виноград» — 6:37
8. «Время Тьмы» — 4:08
9. «Стикс» — 9:25
10. «Армагеддон FM» — 5:09

## Участники записи
Группа Оргия Праведников:
- Сергей Калугин — акустическая гитара, вокал
- Алексей Бурков — электрогитара, мандолина
- Юрий Русланов — флейта, синтезаторы
- Артемий Бондаренко — бас-гитара
- Александр Ветхов — ударные

А также:
- Светлана Васильева — виолончель
- Александр Видякин — синтезаторы
- Екатерина Тихонова — вокал
- Анна Савченко — детский вокал

## Смысл названия и песен
- Словосочетание «Оргия Праведников — Уходящее Солнце» складывается в аббревиатуру ОПУС.
- В качестве обложки альбома использована работа художника Дмитрия Воронцова «Солнечные часы» (1996), помещённая на чёрный фон. Таким образом, по словам Сергея Калугина, обыгрывается название альбома — «Солнечные часы, которые висят во мраке, сломаны и ничего не показывают. Для них нет солнца».[2]
- Текст песни «Das Boot» вдохновлён несколькими источниками: Отечественной войной 1812 года, фильмом Вольфганга Петерсена «Подводная лодка» и шуточной фразой «Подводная лодка в степях Украины»[3]. Французский текст в припеве — это цитата из марша французского Иностранного Легиона. Эту песню Калугин считает центральной в альбоме; на неё был снят видеоклип.
- «Млечный путь» содержит цитаты из Книги Бытия (Быт. 3:9). По словам Калугина, под «млечным путём» подразумевается путь паломников к мощам апостола Иакова.
- «Сицилийский виноград» написан в ритме тарантеллы, а его текст описывает обряд причастия и служит аллюзией на смерть и воскресение Христа. Эту песню Калугин называл одной из лучших, когда-либо им написанных[4].
- «Время тьмы» содержит цитаты из Евангелия от Матфея (26:40) и от Луки (22:52) и отсылает к Гефсиманскому бдению.